# Joon Kim
Joon Kim (* 7. September 1991 in Erlangen) ist ein deutscher Schauspieler und Influencer.

## Leben
Joon Kim ist hauptsächlich durch Auftritte in YouTube-Videos von Julien Bam bekannt. Er hat zudem einen eigenen Youtube-Kanal und streamt auf Twitch.
Besondere Aufmerksamkeit erhielt er außerdem durch die Netflix-Serie Life’s a Glitch, bei der er eine der Hauptrollen spielt.
Er ist an einer schweren Schlafapnoe erkrankt, weswegen er beim Schlafen eine CPAP-Beatmung benötigt.

## Filmografie

### Als Schauspieler und Drehbuchautor
- 2017: Just Push Abuba (Webserie ZDF) (S)
- 2017: King of Westberg (Webserie Funk) (S)
- 2021: Life’s a Glitch (Fernsehserie) (S, D)
- 2021: Das letzte Märchen in Asozial (Kurzfilmreihe, 3 Teile) (S, D)
- 2022: Der letzte Song aus der Bohne (Kurzfilmreihe, 3 Teile) (S, D)
- 2022: Der Letzte Song des Osterhasen (Kurzfilm) (D)
- 2022: Santa der Boss: Ein Sturm zieht auf (Kurzfilm) (D)
- seit 2023: Der Mann im Mond (Kurzfilmreihe, 6 Teile) (S, D)
- 2024: Das Geheimnis der Zahnfee (Kurzfilm) (S, D)
- 2024: Der Sandmann und die Fieberdüne (Kurzfilm) (D)

## Diskografie
Single
- 2021: Piraten Style (mit Julien Bam; #14 der deutschen Single-Trend-Charts am 7. Januar 2022[2])
- 2022: TORNADO SONG (mit Julien Bam)
- 2022: Willkommen auf dem Planet (mit Julien Bam, Rezo und Julia Beautx)
- 2022: Hey du (mit Julien Bam)
- 2022: Ich bin ein Auto (mit Julien Bam)
- 2022: Zu wenig Zeit  (mit Julien Bam)
- 2023: Eternal Bros (mit Julien Bam)
- 2023: This is a Matschipü (mit Julien Bam)
- 2023: Hdgdl (mit Julien Bam)
- 2023: War nur ein Prank (mit Julien Bam und Stroppo)
- 2024: Push mal dein Mindset (mit Julien Bam und Funda Demirezen)
- 2024: Heute Nacht (mit Julien Bam)
- 2025: Ist OK. (mit Julien Bam)